# Меден дихидроксид
Меден дихидроксид е химично съединение с молекулна формула Cu(OH)2. Прясно утаеният меден дихидроксид се използва за доказване на полипептидна верига (белтъците) и поливалентни алкохоли (глицерол, глюкоза, фруктоза, захароза и други). При доказване на белтъците, се получава виолетова оцветяване на медно-натриево комплексно съединение (Бюретова реакция). А при доказване на поливалентните алкохоли, разтворът се оцветява в мастиленосин цвят. Амонячният разтвор на Cu(OH)2, се нарича Швайцеров реактив (Cu(OH)2 + 4NH3 → [Cu(NH3)4](OH)2) и служи за доказване на целулозата, като я разтваря.
Медният дихидроксид е нетрайно съединение. При загряване той се разлага, като образува черен меден оксид.
Cu(OH)2t°→ CuO + H2O
Медният дихидроксид е практически неразтворим във вода.

## Получаване
Медният дихидроксид се получава от меден сулфат (CuSO4) и натриева основа (NaOH):
CuSO4 + 2NaOH → Cu(OH)2↓ + Na2SO4
CuSO4 + 2KOH → Cu(OH)2↓ + K2SO4

## Свойства

### Физични свойства
- Електролиза:

Cu(OH)2 → Cu+ + 2OH-
Медният дихидроксид, се дисоциира на медни положителни йони (катиони) и хидорксидни отрицателни йони (аниони).

### Химични свойства
- разтваря се в киселини:

Cu(OH)2 + 2HCl → CuCl2 + 2H2O
Cu(OH)2 + H2SO4 → CuSO4 + 2H2O
- взаимодействие с концентрирани алкални основи:

Cu(OH)2 + 2KOH → K2[Cu(OH)4] хидроксомед (II)